# Grafton (Virginia Occidental)
Grafton es una ciudad ubicada en el condado de Taylor en el estado estadounidense de Virginia Occidental. En el Censo de 2010 tenía una población de 5164 habitantes y una densidad poblacional de 524,55 personas por km².

## Geografía
Grafton se encuentra ubicada en las coordenadas 39°20′27″N 80°0′58″O / 39.34083, -80.01611. Según la Oficina del Censo de los Estados Unidos, Grafton tiene una superficie total de 9.84 km², de la cual 9.51 km² corresponden a tierra firme y (3.45%) 0.34 km² es agua.

## Demografía
Según el censo de 2010, había 5164 personas residiendo en Grafton. La densidad de población era de 524,55 hab./km². De los 5164 habitantes, Grafton estaba compuesto por el 97.13% blancos, el 0.72% eran afroamericanos, el 0.33% eran amerindios, el 0.17% eran asiáticos, el 0% eran isleños del Pacífico, el 0.14% eran de otras razas y el 1.51% pertenecían a dos o más razas. Del total de la población el 0.89% eran hispanos o latinos de cualquier raza.